# دانشکده پزشکی ارتش
دانشکده پزشکی دانشگاه علوم پزشکی ارتش یکی از دانشکده‌های پزشکی ایران وابسته به دانشگاه علوم پزشکی ارتش در تهران است. این دانشکده در سال ۱۳۷۳  بنیان‌گذار شد و دارای ۴ بیمارستان آموزشی است.

## تاریخچه
دانشکده پزشکی ارتش در سال ۱۳۷۳  بنیان‌گذاری شد. دانشجویانی که موفق به ورود به این دانشگاه می‌شوند از نخستین روز ورود به دانشگاه به استخدام رسمی ارتش جمهوری اسلامی ایران در می‌آیند و از مزایای آن برخوردار خواهند شد.